# Missile a guida radar attiva

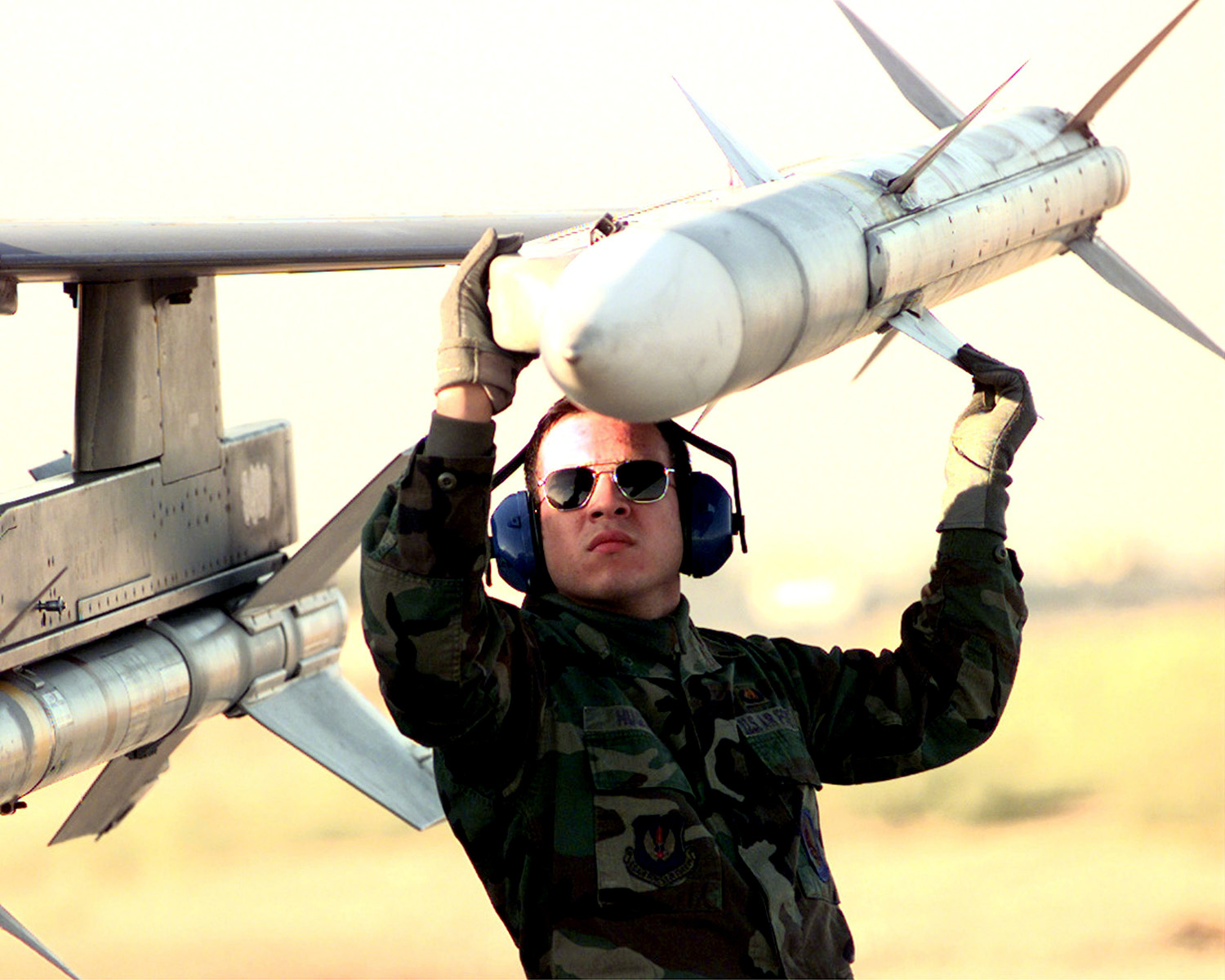
Un missile a guida radar attiva AIM-120 AMRAAM installato all'estremità alare di un General Dynamics F-16CJ dell'USAF.

Un missile a guida radar attiva è un tipo di missile che contiene al suo interno un radar e l'elettronica necessaria per individuare e inseguire il suo bersaglio in autonomia. Il codice NATO utilizzato in occasione del lancio di uno di questi missili è Fox Three.

## Vantaggi operativi
I missili a guida radar attiva sono caratterizzati da due vantaggi principali:
- poiché il missile accelera per avvicinarsi al suo bersaglio, in poco tempo si porta a una distanza inferiore rispetto alla piattaforma che lo ha lanciato e quindi l'inseguimento può essere più accurato e con maggiore resistenza alle contromisure elettroniche. I missili a guida radar attiva hanno alcune delle migliori kill probability (probabilità di abbattimento) tra i missili, insieme con le armi a guida televisiva.
- poiché il missile è totalmente autonomo durante la fase finale del suo percorso, la piattaforma di lancio non deve mantenere illuminato il bersaglio con il suo radar per tutta la durata dell'azione e, nel caso per esempio di un aeromobile, può uscire di scena o effettuare altre operazioni mentre il missile si autoguida sul suo obiettivo. Questa funzionalità è spesso definita fire-and-forget (spara e dimentica) ed è un grande vantaggio dei moderni missili aria-aria rispetto ai loro predecessori di epoca precedente.

## Svantaggi
Esistono, di contro, due principali svantaggi operativi per i missili a guida radar attiva:
- dimensioni: poiché il missile deve contenere un intero ricetrasmettitore radar e la relativa elettronica di gestione, solo di recente è stato possibile miniaturizzare il sistema di guida in modo che potesse entrare all'interno di un missile senza dover dimensionare in modo anomalo peso e dimensioni complessive. Anche con le moderne tecnologie di miniaturizzazione, questi missili risultano costosi, in quanto il sofisticato sistema di guida di queste armi invariabilmente si distrugge nell'impatto.
- ogni velivolo moderno ha a disposizione il sistema di radar warning receiver, il quale si attiva all'avvicinarsi di un missile a guida radar. La segnalazione fornisce il tempo utile per mettere in atto manovre evasive o lanciare contromisure quali il chaff. Comunque, stante la precisione dei sistemi di guida, a meno che il bersaglio non abbia eccezionali capacità di manovra o il missile non sia di tipo primitivo, l'intercettazione avviene con elevata probabilità

I missili a guida radar attiva hanno la massima efficacia quando impiegati in scontri a lunga distanza.